# Romery (Marne)
Romery ist eine französische Gemeinde mit 160 Einwohnern (Stand 1. Januar 2022) im Département Marne in der Region Grand Est (vor 2016 Champagne-Ardenne). Sie gehört zum Arrondissement Épernay und zum Kanton Dormans-Paysages de Champagne.

## Geographie

Blick auf Romery

Romery liegt etwa 20 Kilometer südsüdwestlich von Reims. Umgeben wird Romery von den Nachbargemeinden Cormoyeux im Norden, Hautvillers im Osten, Damery im Süden und Südwesten sowie Fleury-la-Rivière im Westen.

## Bevölkerungsentwicklung
| Jahr                       | 1962 | 1968 | 1975 | 1982 | 1990 | 1999 | 2006 | 2011 | 2018 |
| Einwohner                  | 109  | 112  | 116  | 137  | 154  | 153  | 155  | 181  | 160  |
| Quellen: Cassini und INSEE |      |      |      |      |      |      |      |      |      |

## Sehenswürdigkeiten

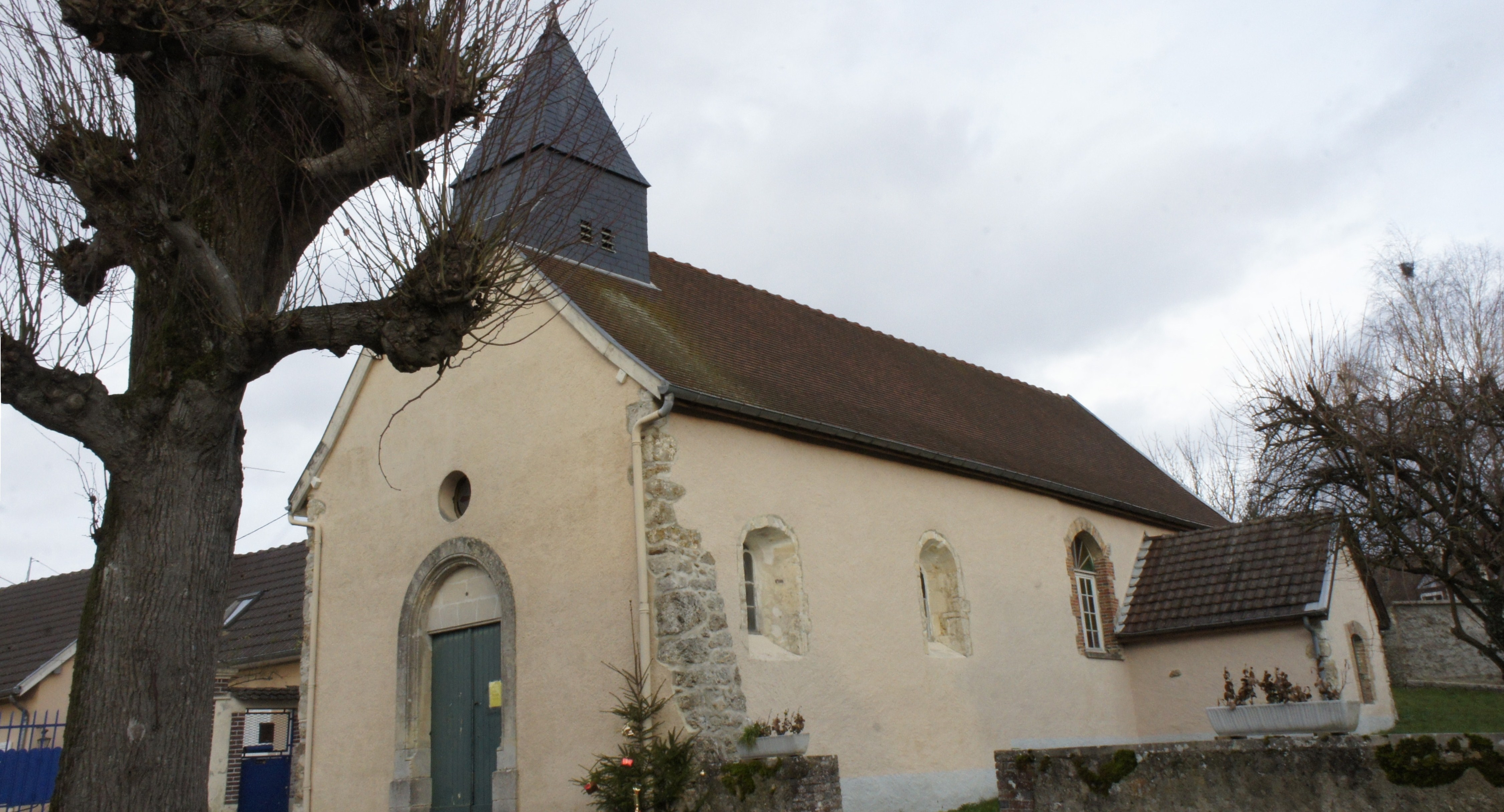
Kirche Saint-Laurent

- Kirche Saint-Laurent